# 赫里霍里夫卡 (伊久姆區)
48°52′23″N 36°54′28″E / 48.87306°N 36.90778°E
赫里霍里夫卡（烏克蘭語：Григорівка）是位於烏克蘭東部的村莊，由哈爾科夫州伊久姆區的巴爾溫科韋市鎮負責管轄。該村始建於1923年，面積1.37平方公里，海拔高度175米，2001年人口573，人口密度每平方公里418.3人。